# Mamá, mamá, mamá
 Mamá, mamá, mamá es una película argentina de 2020 dirigida por Sol Berruezo Pichon-Rivière sobre su propio guion que se estrenó el 7 de enero de 2021 y que tuvo como actores principales a Vera Fogwill, Agustina Milstein, Chloé Cherchyk, Camila Zolezzi, Matilde Creimer Chiabrando y Siumara Castillo.

## Argumento
A partir de un desgraciado suceso -una niña se ahoga en la pileta de su casa- la película muestra a su hermana Cleo, de doce años, afrontar la pérdida con sus tres primas  en un mundo sin adultos.

## Reparto
Participaron del filme los siguientes intérpretes:
- Agustina Milstein...Cleo
- Chloé Cherchyk...Nerina
- Camila Zolezzi...Manuela
- Matilde Creimer Chiabrando...Leoncia
- Siumara Castillo...Aylín
- Vera Fogwill...Tía
- Jennifer Moule...Madre
- Shirley Giménez...Karen
- Ana María Monti...Abuela
- Florencia González...Erín

## Comentarios
Paraná Sendrós en Ámbito Financiero opinó:

”Delicada, sugerente, de apenas 65 minutos, esta pequeña obra hilvana las vivencias de cuatro niñas durante dos días muy especiales, posteriores a una desgracia cuyos detalles iremos entendiendo de a poco...dos hombres que están poniendo el cerco de la piscina...sin intervenir, miran lo que está pasando. Una vez con simpatía, frente a un baile infantil. Otra vez, con distante respeto, porque es el momento donde el drama familiar se manifiesta en todo su dolor. También la cámara guarda respetuosa distancia. Esa escena es, acaso, la más singular y la única intensa de la historia. Allí, donde las baldosas del jardín parecieran evocar lápidas de otra clase de jardín, la película empieza a variar, de la pintura casi realista, algo atonal, de sus comienzos, a la oscuridad de un cuento –realista- de terror, y la fantasía onírica finalmente liberadora.” 

Adolfo C. Martínez escribió en La Nación:

”…la directora…trató de componer cada una de las circunstancias de esas niñas sumergidas en su particular universo... Muy pronto, sin embargo, la trama se prolonga innecesariamente y, sobre la base de diálogos banales y de reiterados primeros planos, la acción cae en un repetir de escenas que poco o nada agregan al propósito de la realizadora, que solo en muy pocas ocasiones aportan la credibilidad que necesitaba el devenir de ese inquieto conjunto de niñas...y así el sopor se adueña de la trama y el relato cae insistentemente en una idea que podría ser atractiva pero que solo apuesta a escenas que apenas dibujan esta fallida idea de observar con atención y con pudor el mundo infantil.